# Полянув
Полянув (пол. Polanów, нім. Pollnow) — місто в північно-західній Польщі, на річці Грабова. 
На 31 березня 2014 року, у місті було 3 024 жителів. 

## Демографія
Демографічна структура станом на 31 березня 2011 року:
|          | Загалом | Допрацездатний вік | Працездатний вік | Постпрацездатний вік |
| -------- | ------- | ------------------ | ---------------- | -------------------- |
| Чоловіки | 1555    | 375                | 1069             | 111                  |
| Жінки    | 1518    | 308                | 952              | 258                  |
| Разом    | 3073    | 683                | 2021             | 369                  |